# Hilara argentata
Hilara argentata är en tvåvingeart som beskrevs av Saigusa 1963. Hilara argentata ingår i släktet Hilara och familjen dansflugor. Inga underarter finns listade i Catalogue of Life.